# Ultimate frisbee nos Jogos Mundiais de 2009
As competições do ultimate frisbee nos Jogos Mundiais de 2009 ocorreram entre 19 e 21 de julho no World Games Stadium. Por ser um esporte coletivo misto, apenas um evento foi disputado.

## Quadro de medalhas
| Ordem | País           | Medalha de ouro | Medalha de prata | Medalha de bronze |   |
| ----- | -------------- | --------------- | ---------------- | ----------------- | - |
| 1     | Estados Unidos | 1               |                  |                   | 1 |
| 2     | Japão          |                 | 1                |                   | 1 |
| 3     | Austrália      |                 |                  | 1                 | 1 |
| TOTAL | TOTAL          | 1               | 1                | 1                 | 3 |

## Medalhistas
|  | Estados Unidos |  | Japão |  | Austrália |
|  | Chelsea Putnam Gwen Ambler Cara Crouch Gabriel Saunkeah Seth Wiggins Sam Chatterton-Kirchmeier Catherine Foster Alicia White Jonathan Remucal Bartholomew Watson Deborah Cussen Beaufort Kittredge Dylan Tunnelln |  | Sachiko Sameshima Satoshi Senda Yuki Mori Masashi Kurono Ayumi Fujioka Masahiro Matsuno Eri Hirai Moe Sameshima Yohei Abe Satoro Sameshima Asami Ishitsu Kei Sasakawa Mizuho Tanaka |  | Michael Neild Lauren Brown Katie Bradstock Anthony Dowle Timothy Lavis Diana Worman Matthew Dowle Ashleigh Martens Jonathan Holmes Peter Gardner Keah Molomby Peter Blakeley Elizabeth Edye |

## Resultados

### Primeira fase
| 1 | Japão          |
| 2 | Estados Unidos |
| 3 | Canadá         |
| 4 | Austrália      |
| 5 | Reino Unido    |
| 6 | Taipé Chinesa  |

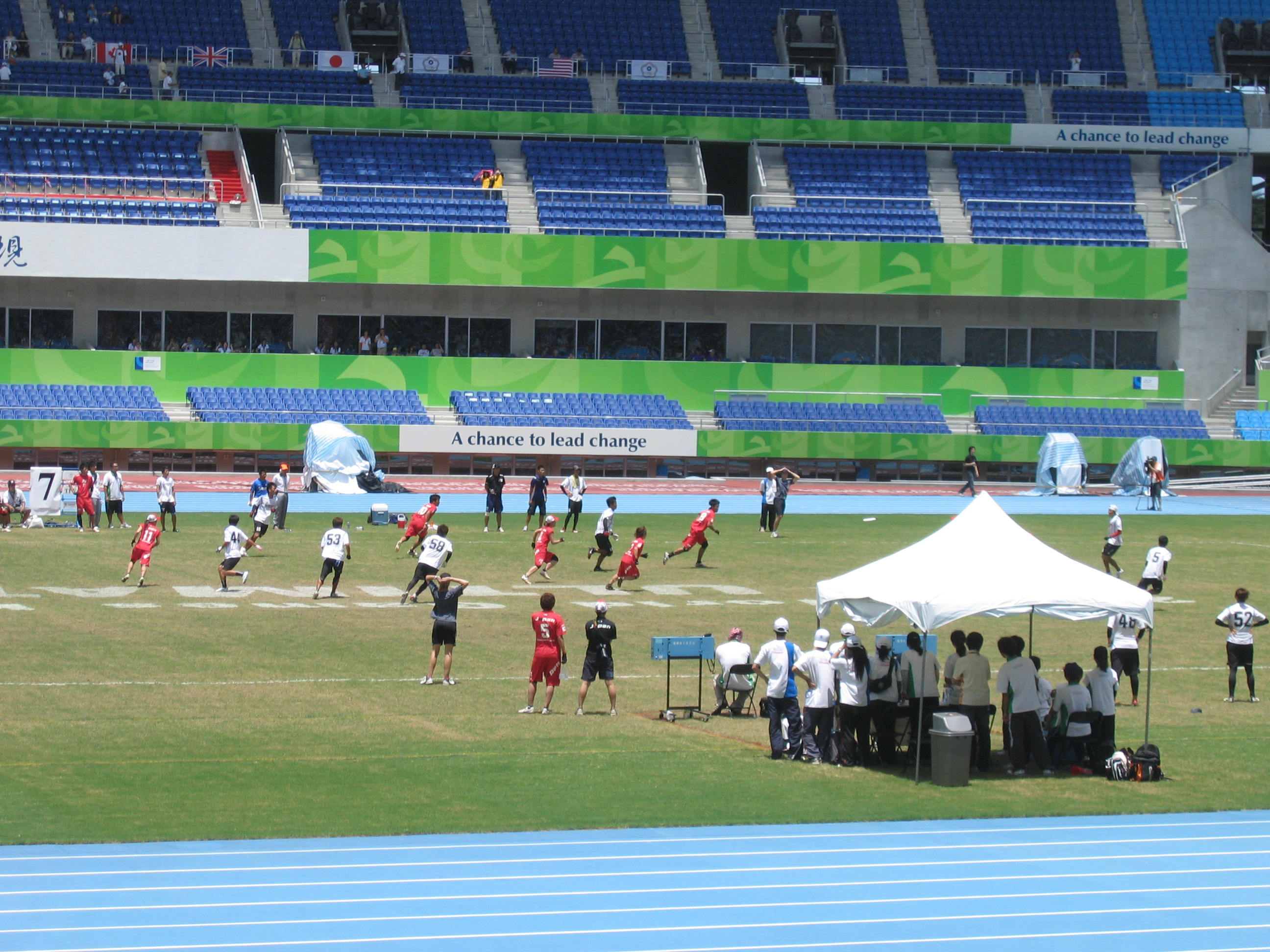
Partida entre Canadá e Grã-Bretanha.

Todos os horários seguem a hora oficial de Taiwan (UTC+8)
| Horário                 | Jogo           | Jogo  | Jogo           |
| ----------------------- | -------------- | ----- | -------------- |
| 1ª rodada - 19 de julho |                |       |                |
| 08:30                   | Canadá         | 13-10 | Grã-Bretanha   |
| 10:00                   | Japão          | 13-7  | Taipé Chinesa  |
| 11:30                   | Estados Unidos | 13-11 | Austrália      |
| 2ª rodada - 19 de julho |                |       |                |
| 16:10                   | Japão          | 13-10 | Grã-Bretanha   |
| 17:40                   | Austrália      | 13-9  | Taipé Chinesa  |
| 19:10                   | Canadá         | 6-13  | Estados Unidos |
| 3ª rodada - 20 de julho |                |       |                |
| 08:30                   | Austrália      | 13-11 | Grã-Bretanha   |
| 10:00                   | Estados Unidos | 13-4  | Taipé Chinesa  |
| 11:30                   | Canadá         | 9-13  | Japão          |

| Horário                 | Jogo           | Jogo  | Jogo          |
| ----------------------- | -------------- | ----- | ------------- |
| 4ª rodada - 20 de julho |                |       |               |
| 16:10                   | Estados Unidos | 13-9  | Grã-Bretanha  |
| 17:40                   | Canadá         | 13-7  | Taipé Chinesa |
| 19:10                   | Japão          | 12-13 | Austrália     |
| 5ª rodada - 21 de julho |                |       |               |
| 08:30                   | Grã-Bretanha   | 13-0  | Taipé Chinesa |
| 10:00                   | Canadá         | 13-9  | Austrália     |
| 11:30                   | Estados Unidos | 11-13 | Japão         |

### Segunda fase
| Horário     | Jogo                | Jogo           | Jogo | Jogo         |
| ----------- | ------------------- | -------------- | ---- | ------------ |
| 21 de julho |                     |                |      |              |
| 16:10       | Decisão do 5º lugar | Taipé Chinesa  | 6-13 | Grã-Bretanha |
| 17:40       | Decisão do 3º lugar | Austrália      | 13-8 | Canadá       |
| 19:10       | Final               | Estados Unidos | 13-6 | Japão        |

### Classificação final
| Pos. | País           |
| ---- | -------------- |
|      | Estados Unidos |
|      | Japão          |
|      | Austrália      |
| 4    | Canadá         |
| 5    | Reino Unido    |
| 6    | Taipé Chinesa  |